# Теодора Димова
Теодора Димитрова Димова е българска писателка и драматург.

## Биография
Теодора Димова е родена през 1960 г. в София в семейството на писателя Димитър Димов. Когато е на 5 години, баща ѝ умира. Тя споделя, че често препрочита романите на баща си и не може да им се насити. Завършва 114 АЕГ и английска филология в Софийския университет „Кл. Охридски“. Специализирала е в Royal Court Theatre в Лондон.
Била е журналист, преводач, преподавател по английски. В настоящето работи в редакция „Радиотеатър“ на БНР. От 2012 г. е колумнист към Портал Култура.
Авторка е на 9 пиеси, поставяни в страната и в чужбина. Есеистичните ѝ текстове са събрани в книгите „Четири вида любов“, „Ороци“, „Зове овцете си по име“ и „Кръст от пепел“.
През 2007 г. „Майките“ спечели Голямата награда за източноевропейска литература на Bank Austria и KulturKontakt. Книгата има 11 издания у нас и е публикувана на 9 езика. „Адриана“ е преведена във Франция и Чехия, по романа е направен филмът „Аз съм ти“.
През 2024 година е избрана за член-кореспондент на Българската академия на науките.

## Творби
Пиеси
- Фюри
- Стая №48
- Ерикапайос
- Калвадос, приятелю
- Игрила
- Платото
- Неда и кучетата
- Елин
- Стопър
- Замъкът Ирелох
- Без кожа
- Змийско мляко
- Кучката
- Любовници

Романи
- Емине. Пловдив: Жанет-45, 2001.[3][4][5]
- Майките. София: Сиела, 2006.[6]
  - ((fr)) Meres. Превод на френски Мари Врина. Paris: Edition des Syrtes, 2006.
  - ((de)) Die Mutter. Превод на немски Александер Зицман. Klagenfurt: Wieser Verlag, 2007.
  - ((sl)) Maikite. Ljubljana: Morjana Publishing House, 2007.
  - ((pl)) Matki. Превод на полски Ханна Карпинска. Warsaw: PIW Publishing House, 2008.
  - ((ru)) Матери. Превод на руски Зоя Карцева. Москва: Центр книги Рудомино, 2012, 224 с. ISBN 978-5-905626-55-5
- Адриана (2007)
- Марма, Мариам. София: Сиела, 2010.[7]
- Влакът за Емаус. София: Сиела, 2013, 154 с.[8]
- Поразените. София: Сиела, 2019, 252 с.
- Не Ви познавам. София: Сиела, 2023, 444 с. ISBN 9789542842163

Есеистика и публицистика
- Четири вида любов. София: Сиела, 2014, 212 с. ISBN 978-954-28-1506-8
- Ороци. София: Сиела, 2015, 256 с. ISBN 978-954-28-1933-2[9]
- Молитва за Украйна. София: Сиела, 2023, 108 с. ISBN 9789542842606

## Признание
- Първата ѝ пиеса „Фюри“ печели през 1987 г. награда на конкурс в БНР.
- През 2000 г. печели Първа награда на прегледа на Нова българска драма в Шумен и Специалната награда на името на Маргарит Минков на Третия национален конкурс по драматургия.
- Ръкописът на романа „Майките“ печели голямата награда на конкурса „Развитие“ за 2004 г.
- Романът „Майките“ печели наградата на Bank Austria за източноевропейска литература за 2007 г.[10]
- Романът „Майките“ печели наградата на София в раздел литература за 2007 г.
- Романът „Адриана“ е номиниран за наградата Вик за 2008 г.
- През 2010 г. „Марма, Мариам“ печели националната награда за литература „Христо Г. Данов“.
- Романът „Марма, Мариам“ е сред номинираните за националната награда за съвременна българска проза „Хеликон“ за 2010 г.[11]
- Романът „Влакът за Емаус“ е сред номинираните за националната награда за съвременна българска проза „Хеликон“ за 2014 г.[12]
- Носител е на Голямата награда за литература на Софийския университет за 2022 г.[13]
- Носител е на Националната Вазова награда за 2023 г.[14][15][16]
- През 2023 г. става носител на наградата за съвременна българска художествена проза „Хеликон“ за романа „Не ви познавам“.[17][18][19][20]